# Clamor
Una clamor es un braçal de séquia pregon, fet al costat d'un tros de terra d'horta, per a escórrer l'aigua que hi ha sota terra i evitar la formació d'aiguamolls. És un terme relativament estès a les terres de ponent, on diversos rius i topònims inclouen el motː la Clamor (Segrià), Clamor Amarga (o Clamor d'Almacelles), Clamor de Noguerola (o clamor de Balàfia), Clamor de les Canals (Plana d'Urgell), Clamor de Saidí, etc.